# Loving You (原由子のアルバム)
『Loving You』（ラヴィング・ユー）は、原由子の1作目のベスト・アルバム。1998年2月25日にCDで発売。発売元はタイシタレーベル。
2016年12月12日からは主要配信サイトにてダウンロード配信、2019年12月20日からはストリーミング配信が開始されている。

## 背景
自身初のベスト・アルバム。前作『MOTHER』から約6年8か月ぶりのリリースであり、1981年にソロデビューしてからの原のソロワークが集められている。原にはサザンオールスターズ名義でも何曲かボーカル曲があるが、本作ではソロ名義で発表された曲のみが収められている。

## 収録曲
- 収録曲は各作品で説明しているため、ここでは説明を省略する。タイトル表記は基本的にオリジナル収録時のものに従った。
- ⭐︎はアルバム初収録。

1. 恋のメモリー : 三眛編
（作詞・作曲：原由子　編曲：桑田佳祐 & Head Arreangers　管編曲：八木正生）
1983年発売の2枚目アルバム『Miss YOKOHAMADULT』収録曲。
2. Loving You
（作詞：原由子　作曲・編曲：HARABOSE）
2枚目シングル「うさぎの唄」カップリング曲。
3. うさぎの唄
（作詞：関口和之　作曲：宇崎竜童　編曲：HARABOSE）
1981年発売の2枚目シングル。
4. いちょう並木のセレナーデ
（作詞・作曲：桑田佳祐　編曲：桑田佳祐 & Head Arrengers）
アルバム『Miss YOKOHAMADULT』収録曲。
5. 恋は、ご多忙申し上げます
（作詞・作曲：桑田佳祐　編曲：桑田佳祐 & Head Arrengers）
1983年発売の4枚目シングル。
6. I'll Be Good To You
（作詞・作曲・編曲：HARABOSE）
3枚目シングル「誕生日の夜」カップリング曲。
7. あじさいのうた
（作詞・作曲：原由子　編曲：桑田佳祐 & 藤井丈司）
1987年発売の6枚目シングル。
8. ガール (GIRL) ⭐︎
（作詞・作曲：原由子 & 桑田佳祐　編曲：小林武史）
1988年発売の7枚目シングル。
9. じんじん
（作詞・作曲：桑田佳祐　編曲：小林武史 & 桑田佳祐）
1991年発売の11枚目シングル。
10. ハートせつなく
（作詞・作曲：桑田佳祐　編曲：小林武史 & 桑田佳祐）
1991年発売の10枚目シングル。
11. ためいきのベルが鳴るとき
（作詞・作曲：桑田佳祐　編曲：小林武史）
1989年発売の9枚目シングル。
12. 花咲く旅路
（作詞・作曲：桑田佳祐　編曲：小林武史 & 桑田佳祐）
1991年発売の3枚目アルバム『MOTHER』収録曲。
13. 想い出のリボン
（作詞・作曲：桑田佳祐　編曲：小林武史 & 桑田佳祐）
アルバム『MOTHER』収録曲。
14. 少女時代
（作詞・作曲：原由子　編曲：小林武史 & 桑田佳祐）
12枚目シングル「負けるな女の子!」カップリング曲。
15. 涙の天使に微笑みを
（作詞・作曲・編曲：桑田佳祐　弦編曲：島健）
1997年発売の13枚目シングル。
16. みんないい子 (わるい子ヴァージョン) (BONUS TRACK)
（作詞・作曲・編曲：桑田佳祐）
1997年に香取慎吾と「香取慎吾&原由子」名義で発売された楽曲。本作では香取のパートを桑田に替え、「原由子&桑田佳祐」の名義で収録されている[4]。